# Bataille de Gurun
 (février 2025).
Théâtre d'Asie du Sud-Est de la Guerre du Pacifique
Batailles
Campagne de Malaisie
- Invasion japonaise de la Malaisie
- Opération Krohcol
- Occupation japonaise de la Malaisie
- Attaque du Prince of Wales et du Repulse
- Bataille de Jitra
- Gurun
- Kampar
- Slim River
- Gemas (en)
- Muar
- Endau (en)

Japon :
- Raid de Doolittle
- Bombardements stratégiques sur le Japon (Tokyo
- Yokosuka
- Kure
- Hiroshima et Nagasaki)
- Raids aériens japonais des îles Mariannes
- Campagne des archipels Ogasawara et Ryūkyū
- Opération Famine
- Bombardements navals alliés sur le Japon
- Baie de Sagami
- Invasion de Sakhaline
- Invasion des îles Kouriles
- Opération Downfall
- Reddition du Japon

Pacifique central :
- Pearl Harbor
- Guam (1941)
- Wake
- Raid sur les îles Gilbert et Marshall
- Opération K
- Midway
- Opération RY
- Campagne des îles Gilbert et Marshall
- Campagne des îles Mariannes et Palaos
- Campagne des archipels Ogasawara et Ryūkyū
- Opération Inmate

Pacifique du sud-ouest :
- Nauru
- Invasion des Philippines (1941-42)
- Invasion des Indes orientales néerlandaises
- Opérations de l'Axe dans les eaux australiennes
- Raids aériens japonais sur l'Australie (1942-43)
- Opération Ke
- Campagne des îles Salomon
- Campagne de Nouvelle-Guinée
- Campagne des Philippines
- Campagne de Bornéo (1945)

Asie du sud-est :
- Invasion de l'Indochine (1940)
- Océan Indien (1940-45)
- Guerre franco-thaïlandaise
- Invasion de la Thaïlande
- Campagne de Malaisie
- Hong Kong
- Singapour
- Campagne de Birmanie
- Opération Kita
- Indochine (1945)
- Détroit de Malacca
- Opération Jurist
- Opération Tiderace
- Opération Zipper
- Bombardements stratégiques (1944-45)

Guerre sino-japonaise
Front d'Europe de l’Ouest
Front d'Europe de l’Est
Bataille de l'Atlantique
Campagnes d'Afrique, du Moyen-Orient et de Méditerranée
Théâtre américain
La bataille de Gurun est un un affrontement d'importance secondaire, survenu entre les forces japonaises et celles du Commonwealth au cours de la campagne de Malaisie lors de la Seconde Guerre mondiale. Cet engagement se déroula en une époque où la 11ᵉ division indienne, lourdement éprouvée par le désastre de la bataille de Jitra, s’efforça de freiner la progression des troupes japonaises. Cette tentative désespérée se cristallisa en un point d’appui établi à une distance de trois milles au septentrion du hameau de Gurun.

## Contexte
En 1941, le général Percival octroya au major-général Murray-Lyon la latitude de se dérober de la position fortifiée de Jitra, décision prise après quelques jours de rudes affrontements. Ce dernier, sous l’impression erronée d’être assailli par des contingents japonais d’une magnitude bien supérieure à la réalité, nourrissait également la crainte que sa ligne de repli fût menacée par la déconfiture de l’opération Krohcol, incapable de contrecarrer l’avance ennemie en provenance de Patani. Il en résulta une décision stratégique d’envergure : Murray-Lyon obtint congé de reculer de 48 kilomètres vers le sud, jusqu’à des positions dépourvues de toute préparation défensive, situées à Gurun. Ce lieu, doté d’accidents géographiques naturels propres à entraver l’avancée de l’adversaire, offrait aux forces britanniques l’opportunité d’opposer une résistance accrue, nourrissant l’espoir que l’élan japonais pût y être contenu.
La retraite de Jitra s’avéra toutefois une débâcle d’une désorganisation consternante, infligeant à la division des pertes plus considérables que celles endurées durant la bataille de Jitra elle-même. De nombreuses unités furent laissées à l’abandon en ce lieu, n’ayant point reçu l’instruction de se replier, tandis qu’un plus grand nombre encore d’hommes, de pelotons et de compagnies entières périrent en tentant de franchir la rivière Bata ou dans les reliefs tourmentés situés au sud de Jitra. Certains de ces soldats, après maintes tribulations, regagnèrent les lignes britanniques, mais d'autres en revanche furent capturés ou périrent.

### Blibliographie
- Frank Owen, The Fall of Singapore, London, Penguin, 2001 (1re éd. 1960) (ISBN 978-0-14-139133-5)
- Smith, Colin, Singapore Burning, England, Penguin Books, 2006 (ISBN 978-0-14-101036-6)
- Peter Thompson, The Battle for Singapore: The True Story of the Greatest Catastrophe of World War II, London, Portrait, 2005 (ISBN 0-7499-5085-4)
- Warren, Alan, Britain's Greatest Defeat – Singapore 1942, Continuum International Publishing Group, 2006 (ISBN 1-85285-597-5)